# Der ganzen Rus

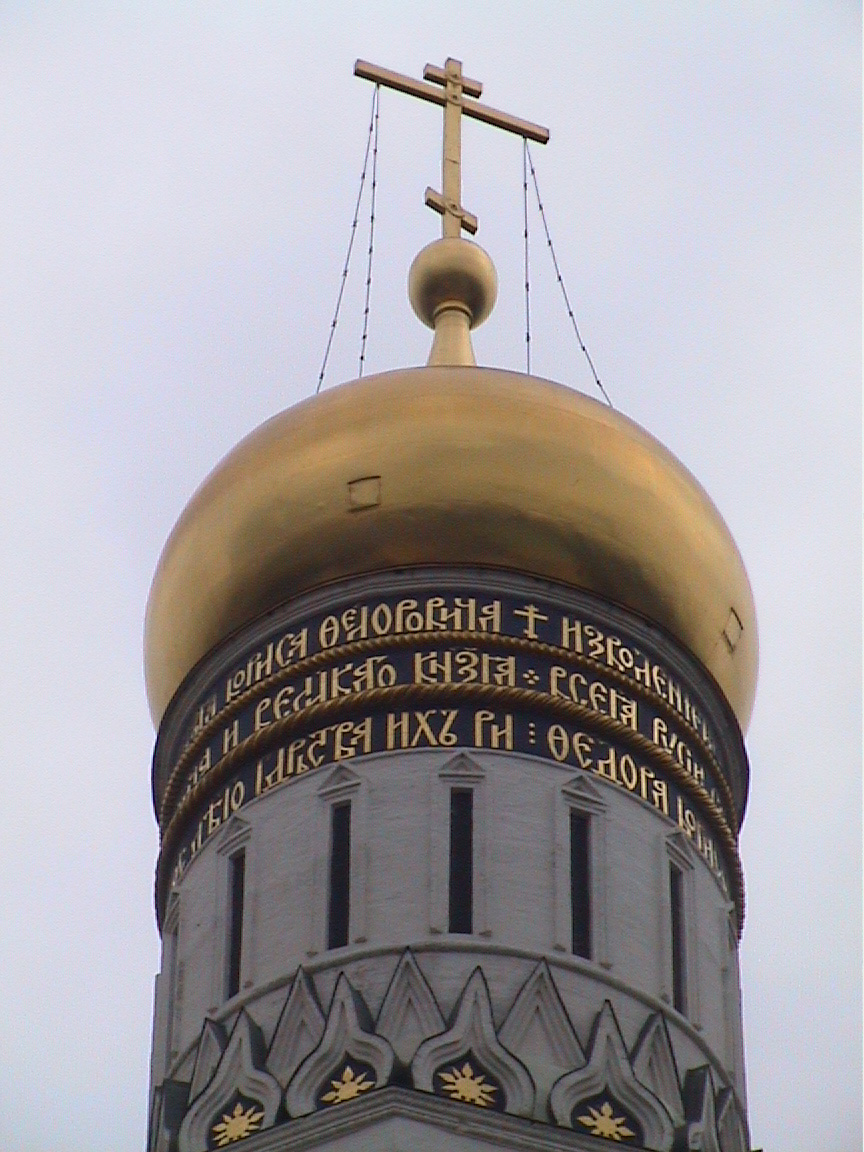
Der offizielle Zarentitel inkl. „der ganzen Rus“ auf dem Glockenturm Iwan der Große im Moskauer Kreml

Der ganzen Rus (russisch всея Руси; ukrainisch всія Русі aus kirchenslawisch всеꙗ Русіи) ist eine traditionelle Ergänzung zum Titel russischer Großfürsten und Zaren sowie der Vorsteher der Russisch-Orthodoxen Kirche. Sie stammt aus der Epoche der feudalen Zersplitterung der Rus und hatte die Funktion, die führende Rolle des jeweiligen weltlichen oder geistlichen Herrschers ungeachtet der politischen Grenzen zu unterstreichen. Eine ehemals gängige deutsche Übersetzung dieser Titelergänzung war „aller Reußen“.

## Vertreter der geistlichen Macht
Die Ergänzung „der ganzen Rus“ lässt sich erstmals ab den 1160er Jahren im Titel  der Metropoliten von Kiew finden, die ihre Residenz später nach Wladimir und schließlich nach Moskau verlegten. Nachdem die gesamtrussische Metropolie im 15. Jahrhundert in einen Moskauer und einen Litauischen Teil geteilt worden war, führten beide Vorsteher diesen Titel. Trotz der Residenzverlegung nannten sich die Metropoliten in Wladimir und Moskau noch einige Zeit „Metropoliten von Kiew und der ganzen Rus“, strichen den Namen der ehemaligen Hauptstadt jedoch ab dem 15. Jahrhundert aus dem Titel. Die im Großfürstentum Litauen eingesetzten neuen Metropoliten von Kiew nannten sich „Metropoliten von Kiew, Galizien und der ganzen Rus“. Nachdem die Kiewer Metropolie im 17. Jahrhundert ein Teil des Moskauer Patriarchats wurde, nannten sie sich „Metropoliten von Kiew, Galizien und der ganzen Kleinen Rus“ (Kleinrusslands). Auch die Metropoliten der Ruthenischen (Ukrainischen) Griechisch-Katholischen Kirche nannten sich bis 1839 „von Kiew, Galizien und der ganzen Rus“. Nach dem Verbot dieser Unierten Kirche im Russischen Kaiserreich funktionierte sie nur noch im österreichisch-ungarischen Galizien. Dementsprechend nannten sich die griechisch-katholischen Metropoliten nur noch „von Galizien“.
Der heutige Vorsteher der Russisch-Orthodoxen Kirche heißt Patriarch von Moskau und der ganzen Rus.
Ähnliche Titelzusätze finden sich bei den Oberhäuptern der orthodoxen Kirchen von Alexandria, Antiochien, der Bulgarien, dem Georgien, Rumänien und der Ukraine und wurden auch von den christlich-orthodoxen Königen von Serbiens, Königen von Georgien und den Kaisern Trapezunts verwendet.

## Vertreter der weltlichen Macht

Ergänzung „der ganzen Rus“ auf dem Siegel von Dmitri Donskoi (1389)

In den Titeln der weltlichen Herrscher wurde die Ergänzung „der ganzen Rus“ bis zur Zeit von Iwan I. Kalita unregelmäßig verwendet. Sie entsprach nicht den tatsächlichen Herrschaftsgebieten der jeweiligen Großfürsten, spiegelte jedoch die Vorstellung über die nominelle Einheit der russischen Gebiete und die vorrangige Rolle dieses Fürsten in der Hierarchie der Rurikiden wider. In der Zeit vor der Mongoleninvasion führten einige Kiewer Großfürsten diese Ergänzung, darunter Wsewolod I., Wladimir II. Monomach, Juri Dolgoruki, Rostislaw I., Mstislaw III. und Roman von Galizien-Wolhynien.
Nach der Mongoleninvasion wurden die Großfürsten von Wladimir als „die Ältesten“ unten den russischen Herrschern anerkannt. 1299 verlegte der Kiewer Metropolit Maxim seine Residenz nach Wladimir. Der erste Großfürst von Wladimir, der die Ergänzung „der ganzen Rus“ im Titel führte, war Michail Jaroslawitsch. Ab Iwan Kalita führten diese Ergänzung alle Moskauer Rurikiden, die den Titel der Großfürsten von Wladimir innehatten. In der Korrespondenz mit den Kaisern und Patriarchen von Byzanz wurden sie auf Griechisch Μέγας ῥὴξ πάσης Ῥωσίας (Großer König der ganzen Rus/von ganz Russland) angeschrieben.
Iwan der Große, der mehrere Kriege gegen das Großfürstentum Litauen führte, verstand die Bezeichnung „der ganzen Rus“ bereits als politisches Programm bei der Politik der Sammlung der russischen Erde. Zar Alexei Michailowitsch, der im Russisch-Polnischen Krieg 1654–1667 Kiew und große Gebiete in Weißrussland erobert hatte, nannte sich ab 1654 „Selbstherrscher der ganzen Großen, Kleinen und Weißen Rus“.
Die Herrscher des Fürstentums Galizien-Wolhynien führten neben dem traditionellen Fürstentitel der Rurikiden den vom Papst verliehenen Titel Rex Russiae (König der Rus/Russlands). In der Korrespondenz mit anderen europäischen Monarchen ergänzten sie ihren Titel auf Latein totius terrae Russiae oder aber totius terrae Russiae Minoris.
Auch einige Hetmanen der Saporoger Kosaken nutzten diese Ergänzung. So unterschrieb Bohdan Chmelnyzkyj in der diplomatischen Korrespondenz mit dem osmanischen Sultan mit „Hetman des Saporoger Heers und der ganzen Rus“. Die Großfürsten von Litauen bezeichneten sich als „König [vieler] Ruthenen“.